# Megachile dupla
Megachile dupla är en biart som beskrevs av Conrad Ritsema 1880. Megachile dupla ingår i släktet tapetserarbin, och familjen buksamlarbin. Inga underarter finns listade i Catalogue of Life.